# North Korea Uncovered
North Korea Uncovered was een project met als doel een gedetailleerde kaart te maken van Noord-Korea. Op deze kaart staan onder andere boerderijen, scholen, ziekenhuizen, monumenten, villawijken, paleizen, concentratiekampen, mijnen en kazernes. Het project startte in april 2007 en eindigde in juni 2009, toen versie 18 uitkwam. De kaart is gemaakt door student Curtis Melvin en enkele andere vrijwilligers, die hun informatie verschaften uit onder andere boeken, foto's en documenten. Het KML-bestand was in 2012 meer dan 270.000 keer gedownload.